# 17779 Мігомюллер
17779 Мігомюллер (17779 Migomueller) — астероїд головного поясу, відкритий 26 березня 1998 року.
Тіссеранів параметр щодо Юпітера — 3,279.